# عوالان (دودانغة)
عوالان (بالفارسية: آوالان) هي منطقة سكنية تقع في إيران في قسم دودانغة الریفي. يقدر عدد سكانها بـ 153 نسمة.